# Perry Bamonte
Perry Bamonte (né le 3 septembre 1960 à Londres) est un musicien britannique jouant notamment de la guitare, des claviers et de la basse. Il est connu pour avoir fait partie du groupe The Cure.
Perry Bamonte est roadie de The Cure depuis les années 80. Il en devient membre en 1990, remplaçant Roger O'Donnell aux claviers. Il joue également de la guitare et prend le poste de guitariste à partir de 1993 après le départ de Porl Thompson. Il participe aux albums Wish, Wild Mood Swings, Bloodflowers et The Cure. Il est évincé de The Cure en 2005 avec le retour de Porl Thompson et la décision de Robert Smith de réduire le groupe à un quatuor.
En septembre 2012 il intègre le groupe Love Amongst Ruin (formé par l'ex batteur de Placebo, Steve Hewitt) en tant que bassiste.
En 2022, Perry Bamonte réintègre The Cure à l'occasion de la tournée que le groupe fait en Europe (d'octobre à décembre), puis en 2023 pour la tournée aux Etats-Unis (de mai à juillet) et en Amérique du sud (d'octobre à décembre).